# Обжорство
Обжо́рство или чревоуго́дие (лат. gula, др.-греч. γαστριμαργία) — неумеренность при употреблении пищи. В христианском аскетизме считается одним из видов чревоугодия (например, наряду с пьянством).

## Античность
Так как в Древней Греции в основном ели руками, то имеются сведения о том, что известный древнегреческий обжора Филоксен часами закалял свои пальцы, опуская их в почти кипящую воду, чтобы первым брать самые лакомые, самые горячие кусочки пищи.

## Христианство
В католическом богословии обжорство также является одним из семи главных грехов (грех против второй заповеди). Фома Аквинский относил к чревоугодию (gula) не всякое желание еды (appetitum), но лишь то, что несообразно с «порядком разума» (ordine rationis). Вместе с распутством и пьянством классифицируется как «пло́тский грех» (лат. vitia carnalia).
В православной традиции обжорство вместе с пристрастием к утончённым вкусовым ощущениям является первой и коренной из восьми греховных страстей и носит название чревоугодия.
Преподобный Авва Дорофей в «Душеполезных поучениях» разделял грех чревоугодия на две составляющие:
- Гастримаргия (с греч. — «чревобесие») — стремление человека просто наполнить своё чрево (желудок), не особенно уделяя внимание вкусу пищи.
- Лемаргия (с греч. — «гортанобесие») — стремление человека к наслаждению от потребления вкусной пищи, получение удовольствия от вкуса[4].

В православной аскетической практике считается, что всякая пища, съеденная сверх утоления голода, и всякий глоток влаги, выпитый после утоления жажды, просто для удовольствия, есть чревоугодие.
В классификации семи смертных грехов немецкого инквизитора Питера Бинсфельда обжорство олицетворялось Вельзевулом.

## Изобразительное искусство

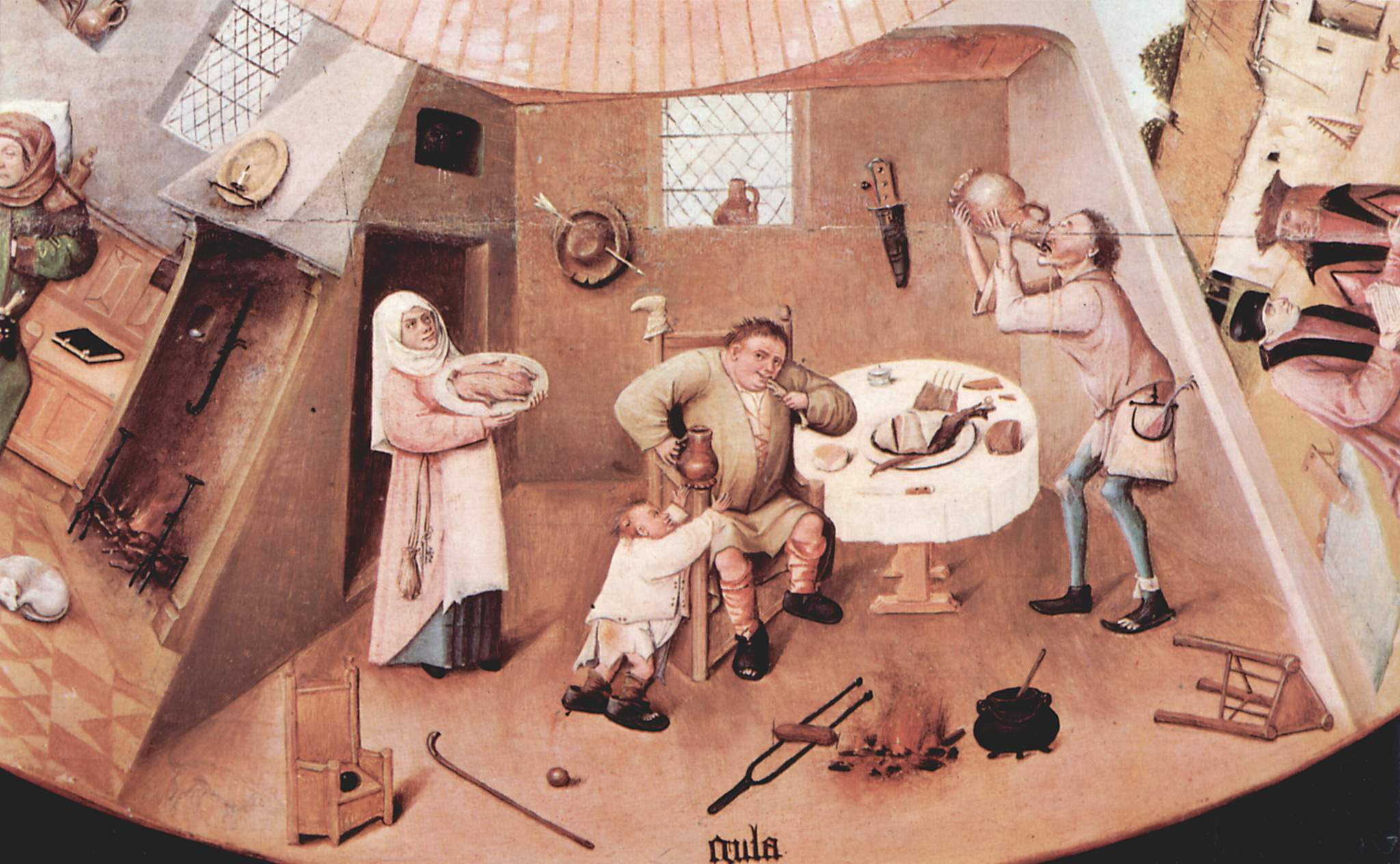
Фрагмент, посвящённый чревоугодию, из «Семи смертных грехов» И. Босха
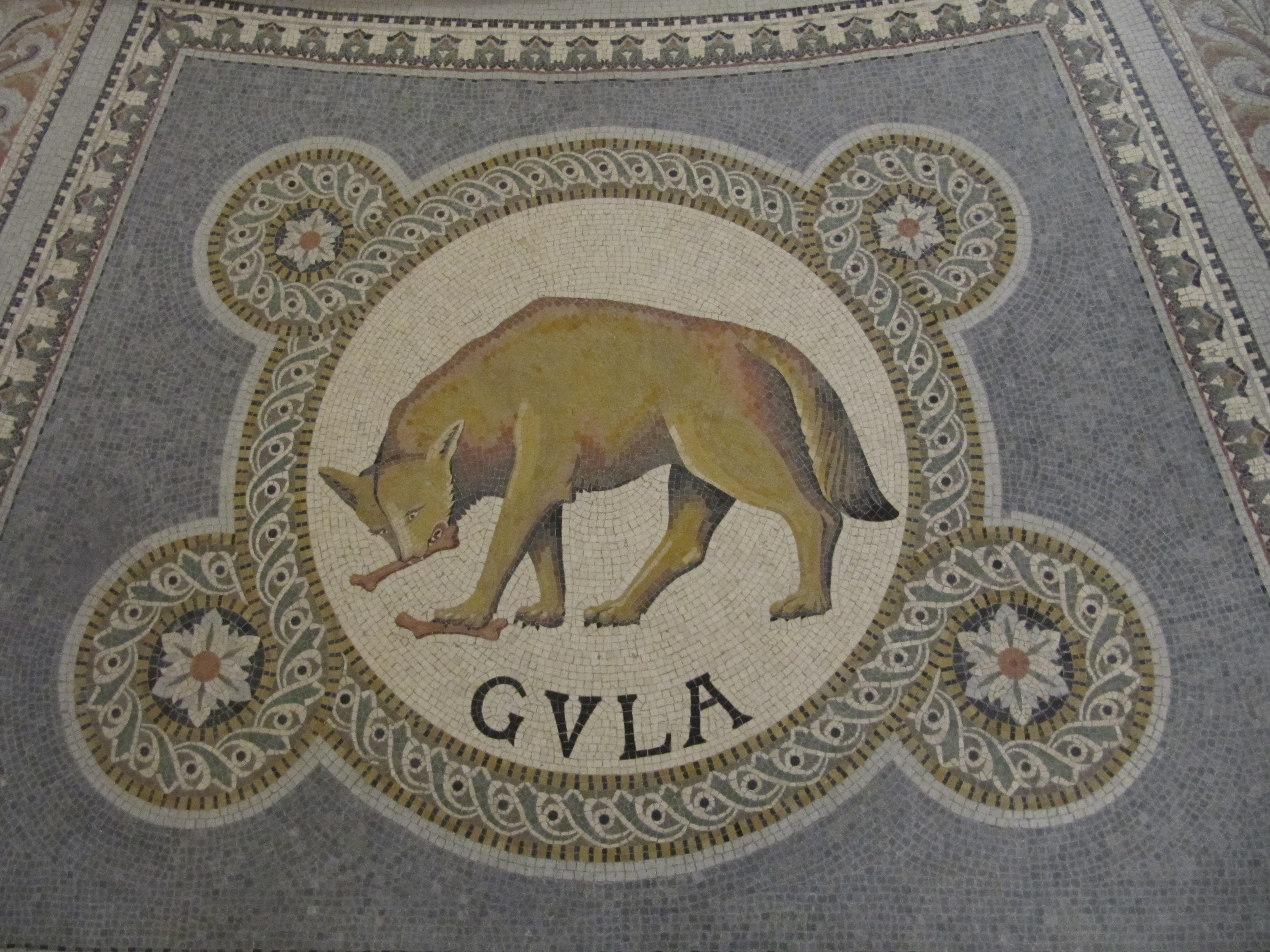
«Грех обжорства», фреска, алтарная часть крипты базилики Нотр-Дам-де-Фурвьер, Лион, Франция
Робин Бобин (Саратов)

В средневековой скульптуре обжорство изображается в циклах «Добродетелей и Пороков», также встречается и в эпоху Ренессанса, например на гобеленах. Аллегорическая фигура Чревоугодия может быть любого пола. Это толстый человек, обжирающийся и обпивающийся. Иногда страдающий рвотой. Может быть коронован виноградным венком, как Бахус, и держать блюдо с фруктами. Спутники-животные: жадный волк, свинья, любитель мёда медведь и ёж, который, по поверьям, собирал плоды на свои иголки
Персонаж английского фольклора Robin the Bobbin известен в русскоязычной литературе по переводам Корнея Чуковского: стихотворение «Барабек (Как нужно дразнить обжору)» и Самуила Маршака: стихотворение «Робин-Бобин». Он отличался чрезмерной прожорливостью. В Саратове в 1990-е годы поставили скульптуру «Робин Бобин» перед одноимённым рестораном быстрого питания.